# Crypsimetalla flava
Crypsimetalla flava là một loài bướm đêm trong họ Geometridae.